# 沃克拉
沃克拉（ الوكرة），是卡塔尔的一个自治区，同时也是一个城市。
位於卡達的東南部，人口31,009人 (2004年)，面積777平方公里。